# مشروع إندونيسيا
مشروع إندونيسيا (بالإنجليزية: Indonesia Project) هو مركز للبحث والتدريب على الدراسات العليا في الاقتصاد الإندونيسي في الجامعة الوطنية الأسترالية. تقع في قسم الاقتصاد أرندت كوردن في كلية كراوفورد للسياسة العام، وهي جزء من كلية الجامعة الوطنية الأسترالية لآسيا والمحيط الهادئ في كانبيرا. تأسست عام 1965 بمنحة أولية من مؤسسة فورد.

## التاريخ
في عام 1963 عندما أصبح رئيسًا لقسم الاقتصاد في كلية البحوث لدراسات المحيط الهادئ، قرر البروفيسور هاينز و. آرندت تخصيص موارد كبيرة من القسم الجديد لدراسة الاقتصاد الإندونيسي. عمل على توظيف زملاء بحث وطلاب دكتوراه، وأقام علاقة مع العديد من المؤسسات الإندونيسية والأكاديميين الدوليين، وبدأ برنامج نشر. هذه المبادرات نضجت بسرعة في مشروع إندونيسيا. كجزء من أنشطة المشروع تم إنشاء المجلة الأكاديمية نشرة الدراسات الاقتصادية الإندونيسية في عام 1965. تم تعيين العديد من أعضاء هيئة التدريس للعمل في الاقتصاد الإندونيسي بما في ذلك الدكتور ديفيد بيني، من بين العلماء الشباب الذين منحوا المنح الدراسية للعمل على جوانب مختلفة من الاقتصاد الإندونيسي بعد فترة وجيزة من إنشاء المشروع هم آن بوث وهاورد ديك وستيفن جرينفيل وهال هيل وكريس مانينغ وبيتر مكاولي وفيليس روزينديل.

## الأنشطة
قام مشروع إندونيسيا برعاية العديد من الأنشطة المتعلقة بدراسات الاقتصاد الإندونيسي منذ منتصف الستينيات. وتشمل هذه ما يلي:
- دعم لنشرة الدراسات الاقتصادية الإندونيسية، التي تنشر ثلاث مرات كل عام. كان البروفيسور أرندت رئيس تحرير النشرة من 1965 إلى 1980. وخلفاؤه كمحررين هم الأستاذان آن بوث وهال هيل والأساتذة المساعدان روس ماكلويد وبيير فان دير إنج. المحررون الحاليون هم الأساتذة المشاركون بلين لويس وأريانتو باتونرو.
- مؤتمر تحديث إندونيسيا، والذي يعقد سنويًا في الجامعة الوطنية الأسترالية منذ عام 1983.[2]
- تجتمع مجموعة الدراسة الإندونيسية في الجامعة حوالي 40 مرة كل عام لمناقشة مجموعة واسعة من الموضوعات المتعلقة بالدراسات الإندونيسية.
- منتدى دراسات التنمية، وهو عبارة عن سلسلة من الحلقات الدراسية العادية التي عقدت في جاكرتا مع الوكالات الشريكة لمناقشة قضايا التنمية.
- دعم الروابط النشطة مع المؤسسات العلمية في إندونيسيا مثل مركز الدراسات الاستراتيجية والدولية ومعهد البحوث الاجتماعية والاقتصادية في كلية الاقتصاد جامعة إندونيسيا ومعهد أبحاث سميرو في كلية الاقتصاد جامعة جادجا مادا في يوجياكرتا.
- محاضرة سادلي التذكارية السنوية في جاكرتا.
- مشروع اندونيسيا بلوق.
- مجموعة واسعة من الاجتماعات والمؤتمرات الأخرى في الجامعة الأسترالية، وفي جامعات أخرى في أستراليا وإندونيسيا، ومع مؤسسات عامة وخاصة في أستراليا في إندونيسيا.
- برنامج نشط للتوعية العامة، غالبًا ما يساهم الموظفون والطلاب في المشروع في تعليقات وسائل الإعلام في أستراليا وفي الخارج، وغالبًا ما يقدمون تعليقًا على المدونات حول التطورات الحالية في إندونيسيا.

خلال السنوات الأولى بعد إنشاء مشروع إندونيسيا، ركزت الأنشطة الرئيسية على القضايا الاقتصادية في إندونيسيا. في وقت لاحق وخاصة بعد البروفيسور ج. أصبح ماكي رئيسًا لقسم التغيير السياسي والاجتماعي في الجامعة عام 1980، اتسعت أنشطة مشروع إندونيسيا لتشمل قضايا في مجالات أخرى مثل السياسة والحكومة والدراسات الاجتماعية ومجموعة من الموضوعات الأخرى. يشارك الآن في مشروع إندونيسيا كبار موظفي إدارة التغيير السياسي والاجتماعي مثل البروفيسور إد أسبينال والأستاذ المشارك جريج فيلي، ومدرسة الثقافة والتاريخ واللغة في الجامعة الأسترالية مثل الدكتور ماركوس ميتزنر والبروفسور كاثرين روبنسون.
لدى مشروع إندونيسيا سياسة نشطة للعمل في شراكة وثيقة مع الزملاء الإندونيسيين. من بين الباحثين الإندونيسيين المعروفين وواضعي السياسات العامة الذين عملوا مع المشروع منذ منتصف الستينيات البروفيسور أرميدة أليزبانا والبروفيسور بويديونو والدكتور هادي سوساسترو والبروفيسور أنور ناسوشن والدكتور محمد شاتيب بصري والبروفيسور ماري بانجستو والبروفيسور مانيارتو الأستاذ محمد شادلي والدكتورة سري مولياني إندراواتي والدكتورة ثي كيان وي.

## إدارة المشروع
قاد البروفسور أرندت مشروع إندونيسيا من بدايته حتى عام 1980. تولى بيتر مكاولي الإدارة من 1980 إلى 1986، ثم البروفيسور هال هيل من 1986 إلى 1998، والأستاذ المشارك كريس مانينغ من 1998 إلى 2011، ثم البروفيسور المساعد بودي ريسودودارمو. بلان لويس هو الرئيس الحالي للمشروع. الدكتور روبرت سبارو هو منسق أبحاث المشروع والدكتور أريانتو باتونرو هو منسق إشراك السياسة في المشروع. حصل المشروع على دعم تمويل خارجي قوي من كل من وزارة الخارجية الأسترالية لسنوات عديدة. يتعاون موظفو مشروع إندونيسيا عن كثب مع موظفي وزارة الخارجية في كل من كانبيرا وجاكرتا.